# Spectrum Net
Spectrum Net е интернет доставчик, създаден през 1997 г.
До 2000 г. фирмата предлага интернет достъп само за други интернет доставчици. След 2000 г. с помощта на австрийски инвеститори навлиза на пазара на крайни потребители и постепенно изкупува част от по-малките доставчици, работещи с такива клиенти. Понастоящем дружеството е с изцяло български акционери.
След 2004 г. Spectrum Net получава лицензи за осъществяване на далекосъобщения чрез обществена далекосъобщителна мрежа за пренос на данни на територията на страната, за осъществяване на далекосъобщения чрез обществена фиксирана далекосъобщителна мрежа и предоставяне на фиксирана гласова телефонна услуга, както и за предоставяне на услугата „достъп до гласова телефонна услуга, чрез услугата избор на оператор“.
Компанията предлага colocation, регистрация на домейни, виртуален хостинг.
През 2006 г. Алфа финанс холдинг придобива 50% от акциите на Spectrum Net.
През 2009 г. придобива Орбител (от Magyar Telekom).
През 2010 г. е придобит изцяло от Мобилтел.
През 2012 г. е слят изцяло в Mtel.